# Phil Cortes
Phil Cortes (* 21. April 1982 in Campbellton) ist ein ehemaliger kanadischer Radrennfahrer und späterer Sportlicher Leiter.
Phil Cortes begann seine Karriere 2004 bei dem kanadischen Radsportteam Italpasta-Transport Belmire. In der Saison 2006 gewann er den Bear Mountain Spring Classic NY und eine Etappe beim Tobago International, wo er auch den dritten Platz in der Gesamtwertung belegte. 2007 fuhr Cortes für das Continental Team Calyon-Litespeed und seit 2008 fährt er für die polnisch-italienische Mannschaft Amore & Vita-McDonald's. In der Saison 2008 war er auf einem Teilstück der Vuelta a Costa Rica erfolgreich.
Zur Saison 2013 wurde er Sportlicher Leiter bei Amore & Vita.

## Erfolge
2008
- eine Etappe Vuelta a Costa Rica

## Teams
- 2004 Italpasta-Transport Belmire

- 2007 Calyon-Litespeed
- 2008 Amore & Vita-McDonald's